# 七生活
『七生活』（しちせいかつ）は、日本のロックバンド夕闇に誘いし漆黒の天使達の2枚目のミニアルバムである。2022年7月6日に、NEO KINDER RECORDから発売された。

## 背景とリリース
前作『2枚目の夕闇に誘いし漆黒の天使達』から約1年、ミニアルバム『CD番長』から約2年ぶりのリリースとなる。
本作は、エイプリルフールにミュージックビデオが公開され、その後配信シングルとしてリリースされていた「時間が戻ったら抱きしめて…」、バイトルとのタイアップソングとなった「時給アップアップソング」、YouTuberグループ東海オンエアのメンバーてつや、としみつをフューチャリングアーティストとして迎えた楽曲「MUSIC Zoo」を含む全7曲のCDと、2021年に開催されたワンマンライブ「夕闇に誘いし漆黒の天使達 ワンマンライブ 2021 -NIMAIME- in 新木場 STUDIO COAST」の映像が収録されたDVDの二枚組で構成されている。

## 収録内容
| 全作詞・作曲: 夕闇に誘いし漆黒の天使達。 |                                     |                          |                          |                                    |      |
| #                                        | タイトル                            | 作詞                     | 作曲・編曲               | 編曲                               | 時間 |
| 1.                                       | 「Good Morning Dead」               | 夕闇に誘いし漆黒の天使達 | 夕闇に誘いし漆黒の天使達 | 夕闇に誘いし漆黒の天使達、MEG      | 3:24 |
| 2.                                       | 「マッチョ☆ライフ」                 | 夕闇に誘いし漆黒の天使達 | 夕闇に誘いし漆黒の天使達 | 夕闇に誘いし漆黒の天使達、MEG      | 2:57 |
| 3.                                       | 「時給アップアップソング」          | 夕闇に誘いし漆黒の天使達 | 夕闇に誘いし漆黒の天使達 | 夕闇に誘いし漆黒の天使達、MEG      | 3:59 |
| 4.                                       | 「時間が戻ったら抱きしめて…」       | 夕闇に誘いし漆黒の天使達 | 夕闇に誘いし漆黒の天使達 | 夕闇に誘いし漆黒の天使達、福岡良太 | 4:04 |
| 5.                                       | 「MUSIC Zoo feat. てつや,としみつ」 | 夕闇に誘いし漆黒の天使達 | 夕闇に誘いし漆黒の天使達 | 夕闇に誘いし漆黒の天使達、MEG      | 4:08 |
| 6.                                       | 「君のバッテリーを奪う」            | 夕闇に誘いし漆黒の天使達 | 夕闇に誘いし漆黒の天使達 | 夕闇に誘いし漆黒の天使達、福岡良太 | 3:24 |
| 7.                                       | 「忙しい夜が終わる頃に」            | 夕闇に誘いし漆黒の天使達 | 夕闇に誘いし漆黒の天使達 | 夕闇に誘いし漆黒の天使達、福岡良太 | 3:48 |
| 合計時間:                                | 合計時間:                           | 合計時間:                | 25:44                    |                                    |      |

| #   | タイトル                                               | 作詞 | 作曲・編曲 |
| --- | ------------------------------------------------------ | ---- | ---------- |
| 1.  | 「Super Ultimate Happy Happy Song」                    |      |            |
| 2.  | 「Everyday 最後の晩餐」                                |      |            |
| 3.  | 「We Are 健康人間」                                    |      |            |
| 4.  | 「Q.O.L」                                              |      |            |
| 5.  | 「危険予測ディスカッション」                           |      |            |
| 6.  | 「はたらく君に贈る歌」                                 |      |            |
| 7.  | 「正義の味方 「ジャスティスマン」」                    |      |            |
| 8.  | 「MalibuMonster」                                      |      |            |
| 9.  | 「ウォウウォウイェイイェイ酒ナイト」                   |      |            |
| 10. | 「数字」                                               |      |            |
| 11. | 「3兆回目のアイラブユー」                              |      |            |
| 12. | 「Waiting For You」                                    |      |            |
| 13. | 「なんでやねん」                                       |      |            |
| 14. | 「猫サンキュー」                                       |      |            |
| 15. | 「スプリングサマーオータムウィンターチューン」         |      |            |
| 16. | 「チャージする」                                       |      |            |
| 17. | 「30秒間以上手を洗わないとウイルスは除去できない」     |      |            |
| 18. | 「I want to change the band name.」                    |      |            |
| 19. | 「君に届かない声はイタリアには届かない、故にミラノ風」 |      |            |

## タイアップ
時給アップアップソング
「dip バイトル」タイアップソング（2022年 - 2023年2月10日）